# Euploea albicosta
Euploea albicosta là một loài bướm giáp thuộc phân họ Danainae. Đây là loài đặc hữu của Indonesia.